# Coelioxys reginae
Coelioxys reginae là một loài Hymenoptera trong họ Megachilidae. Loài này được Cockerell mô tả khoa học năm 1905.

## Hình ảnh

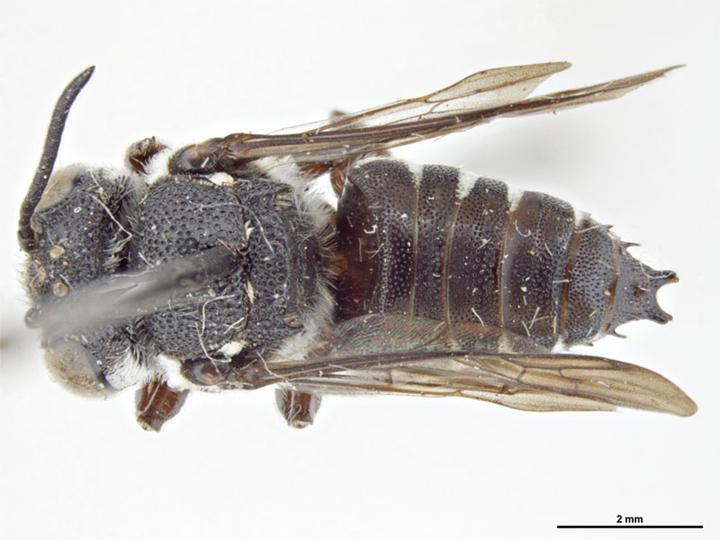